# Автошлях E932
Європейський маршрут E932 — європейський автомобільний маршрут категорії Б, що проходить по території Італії і з'єднує міста Бунфорнелло і Катанія.

## Маршрут
Весь шлях проходить через такі міста:
- Італія
  - E90 Бунфорнелло
  - E45 Катанія